# Oroszország világörökségi helyszínei
Oroszország területéről eddig harminckét helyszín került fel a világörökségi listára, harminckét helyszín a javaslati listán várakozik a felvételre. 
| | Szentpétervár történelmi központja és a kapcsolódó műemlékegyüttesek |
| 1990, kisebb módosítás: 2013 |                                                                      |
| Kulturális (I)(II)(IV)(VI) |                                                                      |
| Védett terület: 3 934,1 ha, hivatkozás: 540 |                                                                      |
| A Balti-tenger partján álló „Észak Velencéjeként” is ismert Szentpétervárt a 18. század elején alapította I. (Nagy) Péter cár. A városszerkezetet Alexandre Leblond tervei alapján alakították ki, építészetére a barokk és klasszicista stílus jellemző. A városszerkezetbe illesztett kőházak, paloták templomok, kolostorok és a csatornákon átívelő több mint 400 híd harmonikus egységet alkot. Az építkezések gyorsan haladtak, Nagy Katalin uralkodásának kezdetére (1729) kialakult ma is látható városképének jelentős része. A lendület egészen a 19. századig kitartott ekkor is remekművek születtek. A város legjellegzetesebb épületei a barokk Téli Palota és az Ermitázs többi épülete, a Péter–Pál-székesegyház és az Admiralitás. A helyszínhez tartoznak még Petrodvorec, Lomonoszov, Carszkoje Szelo (Puskin), Pavlovszk és Gatcsina kastélyai is. A helyszínhez összesen körülbelül 2 400 épület tartozik amelyek nagymértékben befolyásolták az orosz és finn építészet és szobrászat fejlődését. |                                                                      |

| | Kizsi |
| 1990 |       |
| Kulturális (I)(IV)(V) |       |
| Védett terület: 0,57 ha, puffer zóna: 9 990 ha, hivatkozás: 544 |       |
| Kizsi település Karéliában az Onyega-tó egyik szigetén található. A helyszín egy szabadtéri múzeum, benne egy fa épületegyüttessel, köztük két 18. századi templommal. A két templom közül a korábbi Úr Színeváltozása-templom 1724-ben épült farönkök felhasználásával, szögek nélkül. 22 hagymakupolájának kialakítása az orosz ácsok bravúros teljesítménye. A Szűzanya közbenjárása-templomot 1764-ben építették hasonló technikával. Az épület mellett álló nyolcszögletű harangtorony 1862-ből való. Mindkét templomban festett ikonosztáz rekeszti el a hívőket az oltártól. A szabadtéri múzeumban néhány más helyről idehozott építmény is látható. Az épületegyüttes harmonikusan illeszkedik a tájba, és az orosz faépítészet fejlettségét tükrözi. A mindentől távol lévő félreeső közösség vallási igényeire úgy találtak megoldást, hogy az egész egyházközösséget kiszolgáló épületegyüttest hoztak létre a területen. |       |

| | A Kreml és a Vörös tér, Moszkva |
| 1990 |                                 |
| Kulturális (I)(II)(IV)(VI) |                                 |
| Védett terület: 42,1 ha, puffer zóna: 1 121,3 ha, hivatkozás: 545 |                                 |
| A Kreml, ami egykor cárok és püspökök székhelye volt a 14. századtól kezdett kiépülni. Első védőfala még fából készült. Itt volt az egyházi és világi hatalom központja. A 16. században Rettegett Iván uralkodása alatt az itt álló templomokat és az erődöt felújították és új épületeket is emeltek. A munkálatok során az orosz építőmestereket itáliai építészek is segítették. Néhány eredeti épülete a Katedrális tér mellett áll, a Vörös tér a 15. század végén alakult ki eredetileg piactér volt. Északi oldalát a Kreml fala, a GUM áruház és a Történeti Múzeum alkotja. Egykor mellette állt a 17. századi Kazanyi-székesegyház is , de ezt az 1930-as években lebontották majd később újra felépítették. A Szenátus palotája II. Katalin cárnő megrendelésére készült, jelenleg államigazgatási célokra használják. Az épületegyüttes bővítése/átalakítása a 20. században is folytatódott, (Lenin-mauzóleum), és jelenleg is az orosz kormány székhelye. |                                 |

| | Novgorod történelmi műemlékei |
| 1992 |                               |
| Kulturális (II)(IV)(VI) |                               |
| Hivatkozás: 604 |                               |
| Novgorod (Újváros) legkorábbi ismert említései a 9. századból valók. A fontos kereskedelmi útvonal mentén fekvő település volt Oroszország első fővárosa, ezen kívül kereskedelmi és kulturális központ is. Történelmi városközpontjának legfontosabb eleme a Kreml, amelyet a 11. században kezdtek építeni. 15. századi városfala 1400 méter hosszú és tizenkét toronnyal erősítették meg. A városban fejlődött ki az egyik legkorábbi nemzeti festőiskola, értékes kéziratok készültek és nagyon jelentős volt a helyi építészet is. A Kreml területén található, négyzetben álló görögkereszt alaprajzú Szent Szófia-székesegyház a 11. század közepén épült. 14. századi az Úr Színeváltozása-templom amelynek freskódíszítését Theophanész a Görög készítette. A helyszínhez ezen kívül számos más a 12. és a 9. század között épült műemlék tartozik. Itt fordították le először az Ó- és Újtestamentumot ószláv (templomi szláv) nyelvre a 15. században. |                               |

| | A Szoloveckij-szigetek kulturális és történelmi emlékegyüttese |
| 1992 |                                                                |
| Kulturális (IV) |                                                                |
| Védett terület: 28 834 ha, hivatkozás: 632 |                                                                |
| Az egykor erdőkkel és mocsarakkal borított hat sziget a Fehér-tenger nyugati részén az Onyegai-öbölnél fekszik. Az itteni legkorábbi emberi jelenlét nyomai az i. e. 5. évezredre datálhatók, és az i. e. 5. századtól lehetett folyamatosan lakott. A sziget első kolostorát 1429-ben alapították, amelyet újabbak követtek, és a hely ma is pezsgő kolostori élet színhelye. A világörökségi helyszín központi eleme az azonos nevű szigeten fekvő Szoloveckij-kolostor ami egykor az ország leggazdagabb ilyen jellegű épületegyüttese volt. A helyszínhez több kolostor is tartozik, négy a Szoloveckij-szigeten, a 17. századi Szentháromság-kolostor az Anzerszkij-szigeten, egy 16. századi kolostor a Nagy Zajackij-szigeten és a szintén 16. századi Szent Szergiusz-kolostor a Nagy Mukszalma-szigeten. A 16. század végén a kolostorokat erőddé alakították. A cári időkben politikai börtön volt, a bolsevik hatalomátvétel után munkatábor létesült itt egészen 1933-ig. 1991 óta a hely ismét kolostorként működik. |                                                                |

| | Vlagyimir és Szuzdal fehér műemlékei |
| 1992 |                                      |
| Kulturális (I)(II)(IV) |                                      |
| Hivatkozás: 633 |                                      |
| A két település a 11. és a 14. század között a Vlagyimir-Szuzdali Nagyfejedelemség fővárosa volt. Az 1108-ban alapított Vlagyimir 1157-ben lett főváros, területén jelentős egyházi és világi épületek maradtak fenn amelyeket külföldről is érkezett építészek segítségével hoztak létre. Az egykupolás Mária elszenderedése (Uszpenszkij)- székesegyházat 1158-ban építették, freskódíszítésének egy része Andrej Rubljov munkája a 15. század elejéről. A település védelmi rendszere a 12. században épült ki, ennek egy része az 1164-ben emelt Arany-kapu tetején a Szent Lepel-templommal. A 12. század végi Dimitrij-székesegyház jellegzetességei a Dávid király életét bemutató külső domborművei. Szuzdal meghatározó épületegyüttese a Kreml benne a település legszebb templomával a 12. század elejéről fennmaradt Jézus születése-székesegyházzal. A 16. században felújított templom 13. századi Arany ajtóiról ismert. Jelentős épületegyüttes a részben felújított Megváltó-kolostor is, valamint a Szuzdal közelében lévő Kigyeska faluban álló Borisz és Gleb templom, az ország első fehér mészkőből épített temploma. |                                      |

| | A Szentháromság–Szergij-kolostor építészeti együttese Szergijev Poszadban |
| 1993 |                                                                           |
| Kulturális (II)(IV) |                                                                           |
| Védett terület: 22,75 ha, puffer zóna: 15,57 ha, hivatkozás: 657 |                                                                           |
| A Moszkvától 70 kilométerre található kolostor a fővárost körülvevő műemlékekből álló Aranygyűrű egyik tagja. A 14. század első felében alapított ma is működő kolostor időnként védelmi feladatokat is ellátott. A Szent Szergij által alapított épületegyüttes nem sokkal később már jelentős és az orosz ortodox egyház egyik legfontosabb központja lett. A 15. és a 18. század között több részletben védműveket építettek köréje. A kolostor legrégebbi eleme az 1420-as években felépült Szentháromság-katedrális, ahol Andrej Rubljov híres ikonját őrizték, most csak a másolata látható. Másik jelentős temploma a négypilléres három apszisos, egykupolás Szentlélek-templom. Legmagasabb épülete a Nagy Katalin idejében, 1740-ben épült harangtorony, ezen kívül jelentős épületei a refektórium, a mellette álló kis méretű Szergij-templom. I. (Nagy) Péter uralkodása idején számos barokk elemmel (palota, kaputemplom, kápolna) egészítették ki. |                                                                           |

| | Kolomenszkojei Mennybemenetel templom |
| 1994 |                                       |
| Kulturális (II) |                                       |
| Hivatkozás: 634 |                                       |
| A Moszkva folyó partján egy dombtetőn álló templomot a Kolomenszkoje cári birtokon építették 1532-ben a fiúörökös, a későbbi IV. (Rettegett) Iván születése után. A Mennybemenetel-templom az orosz építészettörténet egyik meghatározó alkotása, az első kőből és téglából épült és faszerkezetű sátortetővel fedett szentélye. Építéséhez úgynevezett itáliai apró téglát használtak, a faragott részeket egy Moszkva melletti mészkőbányából származó fehér kőből készítették. Az épület falai rendkívül vastagok, egyes részeken 3 – 4 méteresek, ezért a templom belső tere meglehetősen szűkös, de nyitott a 41 méter magas torony felé. A 16. század egy részében a közelben egy fából készült palotát a cári család nyári rezidenciának használt, ez azonban szinte teljesen elpusztult. |                                       |

| | Komiföld őserdői |
| 1995 |                  |
| Természeti(VII)(IX) |                  |
| Védett terület: 3 280 000 ha, hivatkozás: 719 |                  |
| A világörökségi helyszínhez többek között Komiföld 32 800 négyzetkilométeres területe is hozzátartozik. Tundrákból és hegyvidékekből áll és nagyrészt teljesen érintetlen térség. Hozzá tartozik az 1930-as években létrehozott Pecsora-ilicsi természetvédelmi terület és a Jugid Va Nemzeti Park. Az erdős területek fő fafajtái a tűlevelűek, a rezgő nyárfák és a nyírfák. Az alföldek növényzetét mocsarak és árterek határozzák meg. Ezen kívül jellegzetes tájelemek a boreális erdők a tundrák és a sziklás vidékek, lápok, folyók és tavak. A helyszín számos nagy testű állatfaj élőhelye, megtalálható közöttük a farkas, a vidra, a hód, a coboly, a rozsomák, a hiúz, a a sarki róka, a rénszarvas, a jávorszarvas, a nyuszt és a mókus is. A helyszín Északkelet-Európa egyik utolsó kiterjedt északi övi vegetációja, évtizedek óta kutatási terület és rendkívül értékes információforrás. |                  |

| | Bajkál-tó |
| 1996 |           |
| Természeti (VII)(VIII)(IX)(X) |           |
| Védett terület: 8 800 000 ha, hivatkozás: 754 |           |
| A Szibéria déli részén fekvő Bajkál-tó a Föld legnagyobb és legmélyebb édesvizű tava. A körülbelül 25 millió évvel ezelőtt keletkezett tó tartalmazza a világ olvadt állapotban lévő édesvíz-készletének nagyjából egyötödét. A viszonylag elszigetelt hatalmas vízmennyiség és környéke sokszínű élővilágnak ad otthont számos endemikus fajjal. Itt él a világ egyetlen édesvízi fókafaja is a bajkáli fóka. Az itteni földtani képződmények körülbelül 540 millió évvel ezelőtt kezdtek kialakulni , a vidék geológiailag ma is aktív, amelyet a tó mélyén észlelt hévízkitörések bizonyítanak. Az éghajlat mérsékelt övi kontinentális hosszú hideg telekkel és viszonylag meleg nyarakkal. A védett területen több mint 1200 állat és 600 növényfajt azonosítottak. A tavat hegyek (a Bajkál-hegység, a Barguzin-hegység és a Keleti-Szaján), erdők, tundrák, sztyeppék és számos ásványvizű hőforrás veszik körül és kedvelt üdülőhely is. |           |

| | Kamcsatka vulkánjai |
| 1996, kiterjesztés: 2001 |                     |
| Természeti (VII)(VIII)(IX)(X) |                     |
| Védett terület: 3 995 769,3 hivatkozás: 765 |                     |
| A Kamcsatka-félszigeten 350 000 négyzetkilométeres területen 28 aktív vulkán található, ez a világ egyik legjelentősebb vulkáni térsége. A helyszínhez tartozó hat védett övezetben találhatók a félsziget ősi, legérintetlenebb részei és a vulkáni képződmények nagyobb része is. A félszigeten két párhuzamos hegylánc húzódik végig köztük a Kamcsatka-folyó völgyével. Az egyik hegyvonulatot kihunyt a másikat aktív vulkánok alkotják. A helyszínen a vulkánok mellett számos meleg vizű forrás és gejzír is megtalálható. A félsziget nyirkos és enyhe éghajlatának köszönhetően vastag növénytakaró borítja hegyvidéki tajgaerdőket, mocsári erdőket, tőzeglápokat, lombhullató erdőket alkotva. A terület biofölrajzi adottságai inkább a szigetekére hasonlít több endemikus fajjal, de viszonylag alacsony fajgazdagsággal. Megtalálható köztük a medve, a havasi kecske, a szarvas, a coboly, sasfélék, a rozsomák, sólyomfélék, tengeri madár kolóniák, fókák, vidrák és lazacfélék. |                     |

| | Az Altaj Arany-hegyei |
| 1998 |                       |
| Természeti (X) |                       |
| Védett terület: 1 611 457 ha, hivatkozás: 768 |                       |
| A dél-szibériai világörökségi helyszín 16 000 négyzetkilométeres területe három részből áll. Hozzá tartozik az Altaj természetvédelmi terület, a Katuny természetvédelmi terület és az Ukok Nyugalmi Övezet. A térség egy nagy kiterjedésű hegylánc része hozzá tartozik a Mongol-Altaj is. A védett övezet Közép-Szibéria legösszetettebb magashegyi növénytársulásának ad helyet, körülbelül kétezer növénynemzetségnek, amelyek közül 212 csak itt él. Megtalálható itt Közép-Szibéria vegetációs övezeteinek legteljesebb sorozata, füves és erdős sztyeppe, vegyes erdő és magashegyi élőhelyek. A területen hetvennél több emlősfajt (köztük a hópárducot), 300 madárfajt, 11 kétéltű és 20 halfajt, azonosítottak, köztük sok veszélyeztetett állatot. A térség több folyam forrásvidéke (Ob, Irtis), a gyéren lakott hegyvidék főleg pásztorkodással foglalkozó közösségei szoros kapcsolatban állnak természetes környezetükkel ami segít megőrizni az élőhelyeket. |                       |

| | Nyugat-Kaukázus |
| 1999 |                 |
| Természeti (IX)(X) |                 |
| Védett terület: 298 903 ha, hivatkozás: 900 |                 |
| A 2750 négyzetkilométeres helyszín Szocsitól 50 kilométerre északkeletre kezdődik. Központi része a Kaukázusi Bioszféra Rezervátum, ezen kívül a Szocsi Nemzeti Park és más kisebb természetvédelmi területek. Ez Nyugat-Ázsia legnagyobb összefüggő természetvédelmi területe, szubalpesi és alpesi növényzettel, alföldekkel, erdőkkel. A térség eddig mentes a komolyabb emberi behatásoktól nagyszámú ökoszisztémával rendelkezik és zavartalan ökológiai folyamatokkal amelyek fontos információforrások az élőlények közötti kapcsolatok tanulmányozásához. A helyszín növény- és állatvilága változatos körülbelül hatezer fajjal, köztük endemikus és veszélyeztetett élőlényekkel. Ez az európai bölény hegyi alfajának természetes élőhelye, ezen kívül néhány veszélyeztetett emlős és madárkolónia menedéke. A térség biodiverzitás szempontjából is világszinten jelentősnek számít. |                 |

| | A Ferapontov-kolostor együttese |
| 2000 |                                 |
| Kulturális (I)(IV) |                                 |
| Védett terület: 2,1 ha, puffer zóna: 20 ha, hivatkozás: 982 |                                 |
| A Ferapontov-kolostor gondosan megőrzött épületegyüttese az orosz ortodox építészet egyik jelentős alkotása, jelenleg múzeumként üzemel. A kolostorban 1488-ban tűzvész pusztított és csak a 17. században építették újjá. A 19. században egy részét lezárták, a 20. század elején apácazárdaként működött, majd 1924-ben bezárták. Hat nagyobb épületcsoportból áll, legfontosabb részei három templom és egy harangtorony. Legkorábbi közülük az Istenanya születése-templom, ezt 1490-ben téglából építették. A hagymakupolás, négyzetbe foglalt kereszt alaprajzú épület a kolostor központja. A visszafogott külsejű épület belső falfestményeit a 15. század végén alkotta Gyionyiszij mester, a kor legnagyobb ikonfestője, Andrej Rubljov követője. Az Angyali üdvözlet temploma a refektórium mellett áll, ezen kívül figyelemre méltó a kincstár épülete is. Egy 17. századi bővítéskor készült el a harangtorony és a kolostorkapu fölött a Martinian-templom, amelynek keresztboltíve fölött egy piramisformájú hegyes torony emelkedik. |                                 |

| | A Kazanyi Kreml történelmi és építészeti épületegyüttese |
| 2000 |                                                          |
| Kulturális (Ii)(III)(IV) |                                                          |
| Védett terület: 13,45 ha, puffer zóna: 115 ha, hivatkozás: 980 |                                                          |
| Kazany történelmi jelentőségű citadelláját, Kremljét 1552 után kezdték kialakítani IV. (Rettegett) Iván parancsára, miután elfoglalta a várost. Az épületegyüttes egy korábbi, részben lerombolt tatár erőd helyén áll. A régi erődből a hét emelet maga Szüjümbike-torony maradt meg, az egyetlen fontosabb műemlék az Arany Horda korából. Az épületegyüttes mai formájában ötvöződnek az orosz és tatár hagyományok, ezen kívül bolgár, sőt itáliai hatások is. A 16. és a 21. század között több hullámban bővítették, jelenlegi látképét a torony az Angyali üdvözlet-székesegyház, és a Kul-Sarif mecset határozza meg, az utóbbi 2005-ben épült. A homokkőből épített székesegyház a 16. századból származik. A Kreml jelentős épületei még a Kadétiskola és a Kormányzói palota. A helyszíne az oroszországi építészeti stílusok tárháza, ma is jelentős zarándokközpont. |                                                          |

| | Kur-földnyelv |
| Litvánia és Oroszország közös világörökségi helyszíne |               |
| 2000 |               |
| Kulturális (V) |               |
| Védett terület: 33 021, hivatkozás: 994 |               |
| A balti-tengeri Kur-öbölben fekvő 98 kilométer hosszú, egyes helyeken fél, máshol négy kilométer szélességű földnyelven Litvánia és Oroszország osztozik. A terület már az őskorban is lakott volt, az évezredek során a helyieknek mindig komoly problémát jelentett a szél és a tenger eróziós hatása. A lakosok erdőtelepítéssel és a part megerősítésével igyekeztek megállítani a környezet pusztulását. A földnyelv vándorló homokdűnéiről ismert, ezek közül a legnagyobb a Nagy Dűne Nida falu mellett található. Ez Európa legnagyobb homokdombja, magassága eléri a hatvan métert. A homokdombok kis területen vándorolnak, mozgásukat fák ültetésével igyekeznek keretek között tartani. A félszigeten halászfaluk épültek, a legkorábbiak házai fából nádtetővel. A 19. század végétől már bonyolultabb épületeket, világítótornyot, iskolákat, templomokat és villákat is emeltek. A nemzeti park legfontosabb kulturális értékei a 19. századból származó halászkunyhók és tanyák. A tanyák általában három épületből állnak, egy lakóházból egy karámból és a halak tartósítására szolgáló füstölőházból. |               |

| | A Szihote-Aliny (Természetvédelmi Terület) |
| 2001, kiterjesztés: 2018 |                                            |
| Természeti (X) |                                            |
| Védett terület: 1 566 818 ha, puffer zóna: 129 509 ha, hivatkozás: 766 |                                            |
| Az Oroszország távol-keleti részén körülbelül 15 000 négyzetkilométert elfoglaló helyszín három természeti és állatrezervátumból, valamint a Szihote-Aliny hegyláncból áll. 1979-től a terület bioszféra rezervátum, különböző hőmérsékleti és éghajlati zónák találkozási pontja. A növénytakaró legnagyobb része mérsékelt övi erdő (a világ egyik legkülönlegesebb mérsékelt övi erdősége), és tajga, a fennmaradó területen tundra, cserjés és rét található. A térség különlegessége, hogy együtt vannak jelen szibériai, mandzsúriai és délkelet-ázsiai állatfajok is. A terület elszigetelt, klímája zord. Az itt élők hagyományos életmódot folytatnak ezért viszonylag mentes az emberi behatásoktól és fontos élőhelyet biztosít súlyosan veszélyeztetett állatfajoknak is. Az itt élő állatok közé tartozik a barna medve, a hiúz, az örvös medve, valamint a kritikusan veszélyeztetett amuri leopárd és szibériai tigris. |                                            |

| | Derbent – Citadella, ókori város és erődítményrendszer |
| 2003 |                                                        |
| Kulturális (III)(IV) |                                                        |
| Védett terület: 37 658 ha, puffer zóna: 451 554 ha, hivatkozás: 1070 |                                                        |
| Derbent az orosz területek egyik legrégebbi városa, már az i. e. 1. évezredben az ellenőrzése alatt állt az Európát a Közel-Kelettel összekötő egyik kereskedelmi útvonal. Legkorábbi régészeti emlékei i. e. 3000 körülre datálhatók, az első város az i. e. 9. században épült ki. Később itt húzódott a Szászánida Birodalom északi védvonala. Ők építették az 5. században az első jelentősebb erődöt, ezt továbbfejlesztve majdnem ezerötszáz évig használták perzsa, arab, mongol, timurida hódítók akik felügyelték a Kaukázus és a Kaszpi-tenger közötti fontos észak-déli átjárót. A város összesen 3,6 kilométer hosszú falak között fejlődött ki amelyek egymástól néhány száz méter távolságra párhuzamosan futnak. A falvastagság elérheti a három métert is, egyes helyeken tornyok is erősítik. A citadella legfontosabb részei a Dzsuma-mecset az örmény templom, egy mauzóleum, fürdők, vízgyűjtők, temetők. A város a 19. század elején Oroszország része lett, stratégiai jelentőségét csak a 20. század fordulóján vesztette el. |                                                        |

| | Uvsz-tó-medence |
| Mongólia és Oroszország közös világörökségi helyszíne |                 |
| 2003 |                 |
| Természeti (IX)(X) |                 |
| Védett terület: 898 063,5 ha, puffer zóna: 179 790 ha, hivatkozás: 769 |                 |
| A világörökségi helyszínen Mongólia és Oroszország osztozik. Nevét nagy kiterjedésű, sekély és rendkívül sós vizű taváról kapta. A 160 kilométer hosszú és 60 kilométer széles régió Közép-Ázsia legészakabbra fekvő zárt medencéje. A medencére a szélsőséges hőmérsékleti ingadozások jellemzőek, az eddig mért legalacsonyabb hőmérséklet -58 °C volt, nyáron pedig előfordulnak 40 °C körüli értékek is. A tó annak ellenére, hogy a legközelebbi óceán háromezer kilométerre fekszik számos tengeri madár és fóka otthona, nyáron pedig költöző madarak pihenőhelye. A térség változatos ökoszisztémával rendelkezik, mocsarak, sivatagi területek, sztyeppék, erdők, alpesi vidékek, hómezők és édesvizű tavak alkotják. A füves vidékeket évezredeken óta jurtákban lakó nomádok népesítik be. A sivatagi területeken számos ritka állatfaj, köztük az egyiptomi ugróegér él, a hegyek pedig a világszerte veszélyeztetett hópárducnak, valamint a kőszáli kecskének és különböző muflonfajnak ad menedéket. A terület stabil ökológiája miatt alkalmas a globális felmelegedés mérésére. |                 |

| | Vrangel-sziget és környezete természeti rendszere |
| 2004 |                                                   |
| Kulturális (IX)(X) |                                                   |
| Védett terület: 1 916 300 ha, puffer zóna: 3 745 300 ha, hivatkozás: 1023 |                                                   |
| A helyszínhez a Csukcs-félszigettől északra fekvő 7607 négyzetkilométeres Vrangel-sziget, a 11 négyzetkilométeres Herald-sziget és a környező vízterület tartozik. A hegyvidékes tájnak köszönhetően a terület a jégkorszak idején nem jegesedett el teljesen, ennek következtében élővilága az átlagosnál gazdagabb fajokban és fennmaradtak máshol kihalt növény- és állatfajok is. A területen 417 edényes növényfajt dokumentáltak ez kétszerese a hasonló térségek fajszámának. Vannak köztük hibridek és endemikus fajok is. A helyszínen található a csendes-óceáni területek legnagyobb rozmárpopulációja, fontos táplálkozási helye a Mexikó vizeiből idevándorló szürke bálnáknak, ezen kívül a jegesmedve és a pézsmatulok kedvelt élőhelye is. A térség veszélyeztetett vándormadarak legészakibb fészkelőhelye, gyakori állata a rénszarvas és az örvöslemming is. Az itteni emberi jelenlét legkorábbi nyomai a neolitikumra datálhatók, az itt élők fő vadászzsákmánya a gyapjas mamut volt. |                                                   |

| | A Novogyevicsij-kolostor épületegyüttese |
| 2004 |                                          |
| Kulturális (I)(IV)(VI) |                                          |
| Védett terület: 5,18 ha, puffer zóna: 47 ha, hivatkozás: 1097 |                                          |
| A Moszkvát körülvevő kolostorgyűrű egyik tagja az azonos nevű folyó partján áll. Az épületegyüttest III. Vaszilij moszkvai nagyfejedelem alapította a 16. század első harmadában. Ebből a korból származó főtemplomát és a 17. század második felében befejezett többi épületét egy tizenkét toronnyal megerősített magas fal veszi körbe. A helyi barokk építészet egyik legszebb alkotása, ezen kívül jelentős festmény- és műkincsgyűjteménnyel is rendelkezik. Az 1525 körül befejezett főtemplomot a Szmolenszki Istenanya ikon tiszteletére szentelték. A háromapszisos ötkupolás négyzetbe írt görög kereszt alaprajzú templom szerkezete és díszítése is jó állapotban maradt meg, festményei orosz uralkodókat, bibliai jeleneteket, valamint a bizánci történelem fontos eseményeit ábrázolják. Az ikonosztáz 1685 körül készült el. A kolostor szorosan kötődött a moszkvai Kremlhez, itt éltek a cári család és az arisztokrácia egyes nőtagjai is. |                                          |

| | Jaroszlavl történelmi városmagja |
| 2005 |                                  |
| Kulturális (II)(IV) |                                  |
| Védett terület: 110 ha, puffer zóna: 580 ha, hivatkozás: 1170 |                                  |
| Jaroszlav, az úgynevezett Aranygyűrű egyik tagja körülbelül 300 kilométerre északkeletre fekszik Moszkvától. A ma is látható városképének jellegzetességei 17. századi templomai. A települést Bölcs Jaroszláv kijevi fejedelem alapította a 11. században a Volga és a Kotoroszl folyók összefolyásánál. Az itt álló favár közelében épült fel a 12. században a Megváltó színeváltozása- kolostor, később a hely vallási központ és fejedelmi rezidencia is volt, ezen kívül jelentős kereskedelmi központtá is fejlődött. Városközpontja 17. századi templomairól híres, ebben az időben a településen és környékén ötven templomot építettek. Nagy Katalin cárnő várostervezési reformja során a várost tűzvészek után a 18. században klasszicista stílusban újjáépítették, a munkálatok egészen 1830-ig tartottak. A korábbi templomok az új városterv részei maradtak, a település új középpontjában Illés próféta temploma áll (1650), innen indulnak ki sugárirányban a félkör alaprajzú város utcái. A régi épületek és a sugárutas várostervezés ötvözik a nyugat-európai és az orosz építészet stílusjegyeit. |                                  |

| | Struve földmérő vonal |
| Észtország, Fehéroroszország, Finnország, Lettország, Litvánia, Moldova, Norvégia, Oroszország, Svédország és Ukrajna közös világörökségi helyszíne. |                       |
| 2005 |                       |
| Kulturális (I)(IV)(VI) |                       |
| Hivatkozás: 1187 |                       |
| A 19. századra a háromszögeléses módszer módszer már elérte azt a fejlettségi szintet, hogy rendszeresen alkalmazták a földméréseknél. Friedrich Georg Wilhelm von Struve német csillagász eldöntötte, hogy ezzel a módszerrel pontosan meghatározza a Föld formáját és nagyságát. A méréseket úgynevezett háromszögelési technikával, mérőpontok által meghatározott háromszöghálózat segítségével végezték. A munkát 1816-ban kezdték el és majdnem negyven évvel később 1855-ben fejezték be. A cél a tartui meridián, a Tartu városán áthaladó hosszúsági kör pontos megmérése volt. A tíz országon (Norvégia, Svédország, Finnország, Oroszország, Észtország, Lettország, Litvánia, Fehéroroszország, Ukrajna, Moldovai Köztársaság) áthaladó földmérő vonal a Jeges-tengertől a Fekete-tengerig húzódik, hossza 2820 kilométer, 258 háromszögből és 265 felsőrendű és 60 alsórendű pontból áll. A telepített mérési pontokból napjainkra 34 maradt meg. |                       |

| | Putorana-fennsík |
| 2010 |                  |
| Természeti (VII)(IX) |                  |
| Védett terület: 1 887 251 ha, puffer zóna: 1 773 300 ha, hivatkozás: 1234 |                  |
| A Putorana-fennsík Közép-Szibériában az Északi sarkkörön túl fekszik. A világörökségi helyszín megegyezik az 1988-ban létesített Putoranai Állami Természetvédelmi Területtel. A szinte teljesen érintetlen, nagyjából négyzet alakú bazaltfennsík 18 770 négyzetkilométeren terül el. Legmagasabb pontja 1770 méteres, jellegzetességei a négyszáz méteres mélységet is elérő száz kilométernél is hosszabb folyóvölgyei valamint a hegyoldalak lépcsőzetes formája ami a bazalt és a tufa valamint homokkő rétegek váltakozása miatt egyenetlenül kopott le. Ez a térség a világ egyik legrégebbi vulkanikus eredetű platója. Fő vegetációs formái a tajga, a hegyi tundra és a hideg vizes élőhelyek. Egyedülálló állatvilága egyszerre hordoz arktikus és szubarktikus jegyeket. Az itt élő 34 emlős közül legjelentősebb a félmilliós egyedszámban megtalálható rénszarvas. A térség elszigeteltségének következtében fejlődött ki a putoranai juh, a havasi juh egyik alfaja. A madárfajok közül 140-et azonosítottak, köztük a fehérfarkú rétisast. |                  |

| | Lénai oszlopok |
| 2012 |                |
| Természeti (VIII) |                |
| Védett terület: 1 387 000 ha, hivatkozás: 1299 |                |
| A lénai oszlopokat a térség kontinentális éghajlata és az évenkénti extrém akár 100 fokos hőingadozás (-60 fok télen, + 40 fok nyáron) alakította ki. Az 1995-ben alapított 1 387 000 hektáros Lénai Oszlopok Nemzeti Park a Léna folyó középső szakaszán a bal parton terül el Jakutföldön. A nemzeti parkban a földtudományok szempontjából kétfajta jelenség figyelhető meg, az egyik a híres oszlopok, a másik a kambrium földtörténeti korra datálható sziklaképződmények, amelyek fontos információforrások az úgynevezett kambriumi robbanás kutatásához. A folyó parton álló, esetenként kétszáz méter magas egymástól keskeny, mély közökkel elválasztott „oszlopokat” a fagy hozta létre, ami a kapcsolódási pontokon egyes helyeken szétfeszítette a sziklákat. A sziklák egy a folyó melletti közvetlen sávban helyezkednek el, esetenként 150 méteres szélességben. A fosszíliákat tartalmazó sziklák különösebb későbbi tektonikai hatások nélkül maradtak meg, bennük csontos állatok és más organizmusok maradványaival első megjelenésüktől tömeges kihalásukig. |                |

| | Bolgar régészeti és történelmi komplexum |
| 2014 |                                          |
| Kulturális (II)(VI) |                                          |
| Védett terület: 424 ha, puffer zóna: 12 101 ha, hivatkozás: 981 |                                          |
| A helyszín a Volga folyó partján fekszik Tatárföld fővárosától Kazanytól déli irányban. A volgai bolgárok törzsszövetségének egyik korai települése volt, majd a 13. században az Arany Horda első fővárosa lett. Szimbolikus helyszíne a volgai bolgárok 922 évi az iszlámra való áttérésének, szent zarándokhelye volt a muszlim tatároknak és fontos kereskedelmi központ a Kazanyi Kánság idején. A helyszínen megtalálhatók a települést védő árkok és falak, vallási és világi épületek maradványai köztük egy mecset, egy minaret, számos mauzóleum, fürdőházak, a kán palotájának maradványai és kegyhelyek. A helyszín mindig is kereskedelmi és kulturális csomópont volt, kapcsolatot teremtett a nomád és letelepült népcsoportok között, segítve a török, finnugor és szláv szokások, hagyományok terjedését. |                                          |

| | Szvijazsszk kolostora és katedrálisa |
| 2017 |                                      |
| Kulturális (II)(IV) |                                      |
| Védett terület: 3,25 ha, puffer zóna: 11 563,9 ha, hivatkozás: 1525 |                                      |
| A helyszín Tatárföldön, Szvijazsszk város-szigetén helyezkedik el, a katedrálisból és a hozzá tartozó azonos nevű kolostorból áll. A Volga folyónak ez a szigete Kazany, Tatárföld fővárosa közelében található, a selyemút és a volgai kereskedelmi útvonalak találkozásánál. A települést IV. (Rettegett) Iván orosz cár alapította 1551-ben és előretolt katonai bázisként használta a Kazanyi Kánság ellen indított hadjáratai során. A Mennybemenetel-katedrális valamint a kolostor elhelyezkedésével és művészeti programjával az uralkodó kifejezésre juttatta szándékát a moszkvai állam politikai és térítések útján történő megnagyobbítására. A katedrális freskói a keleti ortodox egyház részére alkotott legszebb falképek közé tartoznak. |                                      |

| | Dauriai tájak |
| Mongólia és Oroszország közös világörökségi helyszíne |               |
| 2017 |               |
| Természeti (IX)(X) |               |
| Védett terület: 912 624 ha, puffer zóna: 307 317 ha, hivatkozás: 1448 |               |
| Oroszország és Mongólia közös világörökségi helyszíne a Dauriai sztyeppe egy Kelet-Mongóliától Szibériáig és Északkelet-Kínáig terjedő ökorégió. Ciklikus éghajlat változásai miatt amely extrém szárazságokat és nedvesebb időszakokat okoz egy globálisan is jelentős ökoszisztéma és fajgazdagság alakult ki a területen. A különböző jellegű sztyeppék (füves, erdős, mocsaras, tavas) olyan veszélyeztetett és ritka állatok lakóhelye mint az amuri daru. A térség ezen kívül több millió költöző madár, köztük ritka fajok átmeneti menedékhelye és a kínai gazella éves vándorlásának fontos útvonala. |               |

| | A pszkovi építészeti iskola templomai |
| 2019 |                                       |
| Kulturális (II) |                                       |
| Védett terület: 19,32 ha, puffer zóna: 635,6 ha, hivatkozás: 1523 |                                       |
| A világörökségi helyszínhez templomok, katedrálisok, kolostorok, őrtornyok és adminisztratív épületek tartoznak. Az épületcsoport a Velinkaja folyó partján álló Pszkov történelmi központjában található Oroszország északnyugati részén. Az épületek a pszkovi építészeti iskola alkotásai jellegzetességeik a négyszögletes formák, a kupolák, a kapuzatok és a harangtornyok. A legkorábbi épületrészek a 12. századból maradtak fenn. A templomokat és a katedrálisokat kertek, kerítések és falak segítségével integrálták be természetes környezetükbe. A Pszkovi építészeti iskola, amely magába olvasztotta a bizánci és novgorodi építészet stílusjegyeit a 15. és a 16. században élte virágkorát az ország egyik legjelentősebb iskolája volt és öt évszázadon keresztül hatott az orosz építészet fejlődésére. |                                       |

| | Sziklarajzok az Onyega-tó és a Fehér-tenger partján |
| 2021 |                                                     |
| Kulturális (III) |                                                     |
| Védett terület: 7,049.54 ha, puffer zóna: 15,557 ha, hivatkozás: 1654 |                                                     |
| A neolitikum idején keletkezett sziklarajzok Karéliában két nagyobb helyszínen, egymástól kb. 300 km-re helyezkednek el: az Onyega-tó partján a Pudozsi járásban és a Fehér-tenger partján a Belomorszki járásban. Az első nagy csoportban 22 helyen több mint 1200 véset található, melyek többnyire madarakat, állatokat, félig ember- és félig állatfigurákat ábrázolnak. Gyakoriak a geometriai formák is, amelyek a Nap és a Hold szimbólumai lehetnek. A második csoport 11 helyszínen összesen 3411 sziklarajzot tartalmaz, többségük a vadászat és a vízi élet képeit jeleníti meg a hozzájuk tartozó felszereléssel együtt, valamint állat- és emberi lábnyomokat őrzött meg. A magas művészi színvonalon kivitelezett sziklarajzok Fennoskandinávia fejlett neolitikus kultúrájáról tanúskodnak. |                                                     |

| | A Kazanyi Állami Egyetem csillagvizsgálói |
| 2023 |                                           |
| Kulturális (II)(IV) |                                           |
| Védett terület: 19,02 ha, puffer zóna: 454,81 ha, hivatkozás: 1678 |                                           |
| Az helyszín két csillagvizsgálóból áll, az egyik Kazany történelmi központjában, a másik a várostól nyugatra egy erdős külvárosi területen található. Az 1837-ben épült Kazany Városi Csillagászati Obszervatórium fennmaradt eredeti műszereivel egy elkerített területen az egyetem campusán található. Az épület homlokzata félköríves, három kupolás tornyában helyezték egy a megfigyelésekhez szükséges eszközöket. A külvárosban, a városközponttól 24 kilométerre egy parkban épült fel Engelhardt Csillagászati Obszervatórium. Nyolc 19-20. századi kutatási illetve lakhatási célból emelt épületből, egy temetőből és egy planetáriumból áll. Az egyedi és bonyolult építészeti megoldásoknak köszönhetően a műszerek maximális pontossággal tudtak működni, ami biztosította az itt elvégzett kutatások magas szakmai színvonalát. Az épségben, műszereikkel fennmaradt csillagvizsgálókban jelenleg oktatási tevékenységet folytatnak. |                                           |

| | A Kenozero-tó kultúrtája |
| 2024 |                          |
| Kulturális (III) |                          |
| Védett terület: 71 030,91 ha, puffer zóna: 68 989,4 ha, hivatkozás: 1688 |                          |
| Az Oroszország európai területeinek északnyugati részén, a Kenozero Nemzeti Parkban található kultúrtáj a 12. századtól kezdett kialakulni a folyamatos szláv betelepedések következtében. Számos vidéki települést foglal magába melyekre a hagyományos faépítészet jellemző. Az itt élők közösségi földművelést folytattak és környezetük adta lehetőségeket is közösen használták ki. Ez a fajta szemlélet akkor kezdett kialakulni, amikor az őshonos finnugor, az erdőségekhez jobban kötődő kultúra összeolvadt a szláv síkvidéki, hagyományos mezőgazdasági jellegű kultúrával. A terület jellegzetes épületei a díszített mennyezetű fatemplomok és más vallási épületek. A szent helyek, térelrendezésük és a hozzájuk kapcsolódó szimbólumok az itt lakóknak a környezettel való szoros spirituális kapcsolatát fejezik ki. |                          |

## Javasolt helyszínek
| Név | Kép | Típus      | Kritérium              | Év   | Hiv. |
| --- | --- | ---------- | ---------------------- | ---- | ---- |
| A Tsoi-Pede nekropolisz épületei                                                                                 |     | kulturális | II                     | 2024 |      |
| A Breszti erőd és a Mamajev-domb Fehéroroszország és Oroszország közös jelölése, a korábbi jelölés kiterjesztése |     | kulturális | II, IV, VI             | 2024 |      |
| Torzsok történelmi központja és Nyikolaj Lvov vidéki épületei                                                    |     | kulturális | I, IV, VI              | 2023 |      |
| A voszkreszenszki rézkohó                                                                                        |     | kulturális | II, IV, V              | 2023 |      |
| Baskír shihanok Toratau, Juraktau és Kustau                                                                      |     | természeti | VIII                   | 2022 |      |
| Gyenyiszova-barlang                                                                                              |     | kulturális | III, V                 | 2022 |      |
| Tuvai királyok völgye                                                                                            |     | kulturális | I, III, IV             | 2021 |      |
| Kitajlik Nemzeti Park                                                                                            |     | természeti | IX, X                  | 2021 |      |
| Divnogorie-kultúrtáj                                                                                             |     | kulturális | II, IV, V, VI          | 2020 |      |
| A csukcs tengeri vadászok öröksége                                                                               |     | kulturális | II, III, IV, VI        | 2019 |      |
| Viatszkoje falu                                                                                                  |     | kulturális | II, V                  | 2019 |      |
| Pereszlavl-Zalesszkij középkori városfala és a Megváltó-katedrális                                               |     | kulturális | I, II, IV              | 2019 |      |
| A Sulgan-Tas-barlang sziklafestményei                                                                            |     | kulturális | I, III                 | 2018 |      |
| A Pazirik-kultúra kincsei                                                                                        |     | kulturális | I, II, III, IV         | 2018 |      |
| Gorohovec történelmi központja                                                                                   |     | kulturális | II, IV                 | 2017 |      |
| Oglakti-hegység                                                                                                  |     | vegyes     | I, III, VI, X          | 2016 |      |
| A sztálingrádi csata hőseinek emlékműve, Volgográd                                                               |     | kulturális | I, IV, VI              | 2014 |      |
| Komiföld őserdői (kiterjesztés)                                                                                  |     | természeti | VII, VIII, IX, X       | 2014 |      |
| Nyugat-Kaukázus (kiterjesztés)                                                                                   |     | természeti | IX, X                  | 2014 |      |
| Baskíriai Urál                                                                                                   |     | vegyes     | I, III, V, VI, VIII, X | 2012 |      |
| Tanaisz régészeti helyszíne                                                                                      |     | kulturális | II, III, V             | 2009 |      |
| Ilmenszki hegyek                                                                                                 |     | természeti | VII, VIII              | 2008 |      |
| Az asztraháni kreml épületegyüttese                                                                              |     | kulturális | II, III, IV            | 2008 |      |
| Krasznojarszki sziklaoszlopok                                                                                    |     | természeti | VII, VIII, IX, X       | 2007 |      |
| Vaszjugan-mocsár                                                                                                 |     | természeti | VII, VIII, IX, X       | 2007 |      |
| Komandor-szigetek természetvédelmi terület                                                                       |     | természeti | VII, VIII, IX, X       | 2005 |      |
| Magadani Természetvédelmi Terület                                                                                |     | természeti | VII, VIII, IX, X       | 2005 |      |
| Szikacsi-Aljan sziklarajzai                                                                                      |     | kulturális | -                      | 2003 |      |
| Jenyiszejszk történelmi központja                                                                                |     | kulturális | II, III, IV            | 2000 |      |
| Rosztovi kreml                                                                                                   |     | kulturális | II, III, IV, VI        | 1998 |      |
| Irkutszk történelmi központja                                                                                    |     | kulturális | -                      | 1998 |      |
| Dzsejrah–Assza történeti-kulturális övezet                                                                       |     | kulturális | -                      | 1996 |      |